# Потёмкин, Михаил Яковлевич
Михаил Яковлевич Потёмкин (1917—1945) — советский офицер, участник Великой Отечественной войны, Герой Советского Союза (1945, посмертно). Майор.

## Биография
Михаил Яковлевич Потёмкин родился 30 сентября 1917 года в станционном посёлке Хэндаохэцзы Китайско-Восточной железной дороги (ныне рабочий посёлок в провинции Хэйлунцзян Китайской Народной Республики) в семье рабочего-железнодорожника. Русский. Отец Михаила Яковлевича постарался дать сыну приличное образование. После школы М. Я. Потёмкин окончил тепло-механический техникум в Харбине в 1935 году, но устроиться на работу на КВЖД он не успел. В том же 1935 году СССР продал Китайско-Восточную железную дорогу правительству Маньчжоу-Го, и российские специалисты стали покидать Китай. Семья Потёмкиных переехала в СССР и поселилась в городе Хвалынске Саратовского края. М. Я. Потёмкин устроился на работу преподавателем физкультуры в Хвалынский сельскохозяйственный техникум. Быстро включившись в общественную жизнь города, Михаил Яковлевич принимал активное участие в подготовке и проведении массовых спортивных мероприятий. Его заметили и скоро пригласили на работу ответственным секретарём районного совета физической культуры и спорта. С осени 1937 года и до призыва на военную службу М. Я. Потёмкин работал уполномоченным Саратовского областного комитета физической культуры и спорта.
В ряды Рабоче-крестьянской Красной Армии М. Я. Потёмкин был призван в июле 1941 года и направлен в Могилёвское пехотное училище, эвакуированное в город Вольск Саратовской области. В боях с немецко-фашистскими захватчиками лейтенант М. Я. Потёмкин с 10 декабря 1941 года в должности командира стрелкового взвода 949-го стрелкового полка 259-й стрелковой дивизии 52-й отдельной армии Волховского фронта. Участвовал в Тихвинской операции, в составе своего подразделения освобождал город Малую Вишеру. В связи с нехваткой офицерского состава в стрелковых батальонах проявивший себя тактически грамотным командиром и хорошим организатором М. Я. Потёмкин был досрочно произведён в старшие лейтенанты и принял под командование стрелковую роту. 3 февраля 1942 года во время Любанской операции в бою у деревни Тютиницы Михаил Яковлевич был ранен в правую руку и эвакуирован в госпиталь.
После излечения М. Я. Потёмкина направили на Калининский фронт, где 12 мая 1942 года он был назначен на должность командира стрелковой роты 920-го стрелкового полка 247-й стрелковой дивизии 31-й армии. До середины июля 1942 года старший лейтенант М. Я. Потёмкин участвовал в оборонительных боях восточнее города Зубцова. 23 июля 1942 года 31-я армия была передана Западному фронту и начала подготовку к летнему наступлению на Ржевско-Вяземском выступе. Перед началом Первой Ржевско-Сычёвской операции М. Я. Потёмкин получил звание капитана и принял под командование 2-й стрелковый батальон 920-го стрелкового полка. 4 августа войска Западного фронта перешли в наступление и в первые дни операции добились значительных успехов. Действия стрелкового батальона капитана М. Я. Потёмкина также получили высокую оценку. Командир 920-го стрелкового полка писал:

Удары 2-го стрелкового батальона были настолько мощные и стремительные, что освобождение населённых пунктов было связано с большими трофеями, захватом пленных и большими потерями немцев при относительно малых потерях батальона.— ЦАМО, ф. 33, оп. 682524, д. 356.
Благодаря умелому командованию батальоном были взяты такие крупные узлы обороны противника в Зубцовском районе Калининской области как Ревякино, Малое Коробино и Данилково. В бою за населённый пункт Данилково 4 августа 1942 года капитан М. Я. Потёмкин был серьёзно ранен в левую руку и госпитализирован. Вернувшись в строй, Михаил Яковлевич с 20 ноября 1942 года воевал на Брянском фронте в составе 48-й армии. 4 февраля 1943 года накануне Малоарханельской операции его батальон, сосредоточившийся для наступления в районе деревни Усть-Кунач Покровского района Орловской области, попал под артиллерийский огонь противника. Капитан М. Я. Потёмкин был ранен в правую ногу и вновь оказался на больничной койке. Выписавшись из госпиталя, 21 июня 1943 года Михаил Яковлевич прибыл на Степной фронт. Участвовал в Белгородско-Харьковской операции Курской битвы, Полтавско-Кременчугской, Пятихатской и Знаменской операциях Битвы за Днепр. В январе 1944 года ему присвоили звание майора и после месячного пребывания в офицерском резерве 20 февраля 1944 года направили для дальнейшей службы офицером связи в штаб 68-го стрелкового корпуса 57-й армии 3-го Украинского фронта.
В ходе Березнеговато-Снигирёвской операции майор М. Я. Потёмкин с 10 марта 1944 года являлся представителем командования корпуса в 113-й стрелковой дивизии. В ходе операции он зарекомендовал себя хорошим организатором, умело проводившим в жизнь решения командования. Находясь непосредственно в боевых порядках полков и батальонов, Михаил Яковлевич оказывал практическую помощь их командирам в организации и проведении наступательных действий, устранял недостатки планирования. После освобождения города Бобринца майор М. Я. Потёмкин был назначен его военным комендантом. За короткий промежуток времени он сумел организовать тушение пожаров, сбор и охрану трофейного имущества, навёл надлежащий порядок в городе. В двадцатых числах марта 1944 года Михаил Яковлевич руководил переправой частей корпуса через Южный Буг, чем способствовал их успешному наступлению. Во время проведения Одесской операции майор М. Я. Потёмкин был назначен командиром 1288-го стрелкового полка 113-й стрелковой дивизии 68-го стрелкового корпуса 57-й армии. Под его командованием полк вышел к реке Днестр и к середине апреля 1944 года форсировал реку, захватив плацдарм на её правом берегу между сёлами Спея и Шерпены. 15 и 16 апреля 1944 года подразделения полка отразили 15 контратак превосходящих сил противника и существенно расширили плацдарм, получивший позднее название Шерпенского. Летом — осенью 1944 года Михаил Яковлевич участвовал в освобождении Молдавии, Болгарии и северной Югославии (Ясско-Кишинёвская, Болгарская и Белградская операции).
В конце октября 1944 года майор М. Я. Потёмкин принял под командование 129-й стрелковый полк 93-й стрелковой дивизии 68-го стрелкового корпуса 57-й армии 3-го Украинского фронта. Под его командованием полк успешно действовал во время Апатин-Капошварской операции, пройдя с боями около 100 километров от Дуная до линии немецкой обороны «Маргарита» на участке южнее озера Балатон. В конце ноября 1944 года 68-й стрелковый корпус был выведен из состава 57-й армии во фронтовое подчинение и в декабре передан 4-й гвардейской армии. В её составе 93-я стрелковая дивизия принимала участие в Будапештской операции, в ходе которой с боями вышла к линии «Маргарита» севернее озера Веленце, где перешла к обороне в районе населённого пункта Пазманд. Во время оборонительных боёв в январе 1945 года полк отразил многочисленные контратаки немецких и венгерских войск, пытавшихся деблокировать окружённый в Будапеште немецкий гарнизон. В тяжёлые моменты боя майор М. Я. Потёмкин лично появлялся в боевых порядках рот и батальонов и восстанавливал казавшееся безнадёжным положение. 18 января 1945 года Михаил Яковлевич был ранен в ногу, но в течение 7 суток продолжал руководить действиями полка. В конце февраля 1945 года 93-я стрелковая дивизия была придана для усиления 26-й армии, занимавшей оборону между озёрами Веленце и Балатон. 6 марта 1945 года немецко-фашистские войска и их венгерские союзники нанесли из района Веспрема мощный контрудар, получивший кодовое название «Весеннее пробуждение». В ходе Балатонской оборонительной операции 129-й стрелковый полк под командованием майора М. Я. Потёмкина неоднократно демонстрировал образцы мужества и стойкости при отражении яростных атак превосходящих сил пехоты и танков противника. Несмотря на то, что под напором врага подразделениям 26-й армии пришлось отступить за реку Шио, полк майора Потёмкина одним из первых перешёл в контратаку. Ему удалось форсировать канал северо-восточнее города Шиофок и захватить плацдарм на его восточном берегу, создав тем самым угрозу тылам ударной группировки 6-й танковой армии СС, наступавшей на Дунафюльдвар. Для ликвидации плацдарма немцы сняли с направления главного удара крупные силы. В боях за его удержание подразделения полка уничтожили 2 бронетранспортёра, 2 самоходные артиллерийские установки, 4 артиллерийских орудия различного калибра, 23 пулемёта и до 500 солдат и офицеров вермахта. 15 марта 1945 года наступление немцев было остановлено, и с удержанного 129-м стрелковым полком плацдарма части 104-го стрелкового корпуса, в состав которого входила 93-я стрелковая дивизия, перешли в наступление. Выполняя поставленную боевую задачу, полк майора Потёмкина отрезал пути отхода одной из колонн отступающего противника и в ходе боя уничтожил 13 автомашин с военными грузами и до 100 немецких солдат и офицеров.
Успешно отразив крупное контрнаступление немецких и венгерских войск в западной Венгрии, войска 3-го Украинского фронта практически без оперативной паузы начали Венскую операцию. В ходе наступления 129-й стрелковый полк майора М. Я. Потёмкина действовал в авангарде основных сил 104-го стрелкового корпуса. Выполняя поставленную боевую задачу, полк 20 марта 1945 года первым форсировал реку Раба и, не дав противнику закрепиться в обороне на заранее подготовленных рубежах, развил стремительное наступление на Сомбатхей и 31 марта 1945 года вышел на венгерско-австрийскую границу в районе венгерского посёлка Пинкаминдсент. В течение 1 апреля 1945 года полк штурмом овладел такими крупными узлами немецкой обороны на территории Австрии как Луизинг, Хагенсдорф, Дойч-Биллинг и Хайлигенбрун. Михаил Яковлевич во время штурма немецких укреплений всегда появлялся там, где атака захлёбывалась, и успешно организовывал её заново. При взятии посёлка Хайлигенбрун майор М. Я. Потёмкин геройски погиб. За образцовое выполнение боевых заданий командования на фронте борьбы с немецкими захватчиками и проявленные при этом отвагу и геройство указом Президиума Верховного Совета СССР от 28 апреля 1945 года майору Потёмкину Михаилу Яковлевичу было присвоено звание Героя Советского Союза посмертно. Первоначально М. Я. Потёмкин был похоронен в посёлке Санкт-Михель. Позднее его останки были перезахоронены на гарнизонном кладбище в городе Нойнкирхен в земле Нижняя Австрия Австрийской Республики.

## Награды
- Медаль «Золотая Звезда» (28.04.1945, посмертно);
- орден Ленина (28.04.1945, посмертно);
- орден Красного Знамени (22.09.1942);
- орден Суворова 3-й степени (10.06.1944);
- орден Александра Невского (10.04.1944);
- орден Отечественной войны 1-й степени (18.04.1945).

## Память
- Именем Героя Советского Союза М. Я. Потёмкина названа улица в городе Хвалынске.
- Мемориальная доска в честь Героя Советского Союза М. Я. Потёмкина установлена на фасаде школы № 1 города Хвалынска.

## Документы
- Общедоступный электронный банк документов «Подвиг Народа в Великой Отечественной войне 1941—1945 гг.» Дата обращения: 5 марта 2013. Архивировано из оригинала 13 марта 2012 года.

Орден Красного Знамени (наградной лист и приказ о награждении). Дата обращения: 5 марта 2013. Архивировано 24 марта 2013 года.
Орден Суворова 3-й степени (наградной лист и приказ о награждении). Дата обращения: 5 марта 2013. Архивировано 24 марта 2013 года.
Орден Александра Невского (наградной лист и приказ о награждении). Дата обращения: 5 марта 2013. Архивировано 24 марта 2013 года.
Орден Отечественной войны 1-й степени (наградной лист и приказ о награждении). Дата обращения: 5 марта 2013. Архивировано 24 марта 2013 года.
- Обобщенный банк данных «Мемориал». Дата обращения: 5 марта 2013. Архивировано из оригинала 10 мая 2012 года.

ЦАМО, ф. 33, оп. 11458, д. 849.
ЦАМО, ф. 33, оп. 11458, д. 654.
ЦАМО, ф. 33, оп. 594259, д. 60.
Информация из списка захоронения З43-95.
Учётная карточка захоронения З43-95.
Схема захоронения З43-95.